# Noctasota
Noctasota is een geslacht van vlinders van de familie Euteliidae, uit de onderfamilie Euteliinae.

## Soorten
- N. distorta Hampson, 1912
- N. endoleuca Hampson, 1918